# Pseudocleobis calchaqui
Pseudocleobis calchaqui är en spindeldjursart som beskrevs av Paul Jean Baptiste Maury 1983. Pseudocleobis calchaqui ingår i släktet Pseudocleobis och familjen Ammotrechidae. Inga underarter finns listade i Catalogue of Life.